# 바히드 아미리
바히드 아미리(페르시아어: وحید امیری, Vahid Amiri, 1988년 4월 2일 ~ )는 이란의 축구 선수로, 현재 이란의 페르세폴리스 공격수이다.